# John Wilson Croker
Pour les articles homonymes, voir Croker.
John Wilson Croker (20 décembre 1780 - 10 août 1857) est une personnalité politique et écrivain Irlandais.

## Vie personnelle
John Wilson Croker naît à Galway, fils unique de John Croker, contrôleur général des douanes et accises d'Irlande. Il fait ses études au Trinity College à Dublin, où il obtient son diplôme en 1800. Immédiatement après, il entre au Lincoln's Inn et, en 1802, il est admis au barreau irlandais.
Son intérêt pour la Révolution française l'amène à rassembler un grand nombre de documents de valeur sur le sujet, qui se trouvent maintenant au British Museum. En 1804, il publia anonymement Familiar Epistles to J. F. Jones, Esquire, on the State of the Irish Stage, une série de critiques acerbes sur la gestion des théâtres de Dublin. Le livre est tiré cinq cinq fois en un an. Intercepted Letter from Canton, également anonyme, connaît en 1805 le même succès. C'est une satire de la société de Dublin sous le couvert d'un reportage sur les mœurs chinoises à Quang-tchen sur le « Li-fee ». Au cours de cette période, un poème plutôt cinglant attribué à Croker conduit au suicide de l'acteur John Edwin (en), époux d'Elizabeth Rebecca Edwin (en). En 1807, il publie une brochure The State of Ireland, Past and Present, dans laquelle il préconise l’Émancipation des catholiques.
Il est un lointain parent de Thomas Crofton Croker (en), écrivain et antiquaire Irlandais, qui sert sous ses ordres à l'Amirauté.

## Carrière parlementaire
En 1808, John Wilson Croker entre au Parlement en tant que député de Downpatrick, obtenant le siège par nomination, en dépit de son échec au scrutin. La perspicacité affichée dans son pamphlet irlandais amène Spencer Perceval à le recommander à Arthur Wellesley duc de Wellington, qui vient d'être nommé au commandement des forces britanniques dans la péninsule Ibérique, en tant que son adjoint au bureau du secrétaire en chef de l'Irlande. Cette relation crée une amitié qui reste intacte jusqu'à la mort du duc de Wellington.
L'affaire célèbre du duc d'York à propos d'un trafic de commission militaire fournit à Croker l'occasion de se distinguer. Le discours qu'il prononce le 14 mars 1809, en réponse aux accusations du Colonel Wardle, fut considéré comme efficace ; et Croker est promu au poste de premier secrétaire de l'Amirauté, qu'il occupe sans interruption sous plusieurs gouvernements pendant plus de vingt ans. Parmi les premiers actes de sa carrière officielle figure la révélation de George Villiers, un confrère qui a détourné les fonds publics à hauteur de 280 000 £. Villiers jouit d'une bonne réputation à la cour et des mesures ne sont prises à son encontre que lorsque Croker menace de démissionner. Un First Lord de l'Amirauté remarque vite que, si Croker est décrit comme le serviteur de son administration, l’inverse est également vrai. Le deuxième secrétaire de l'amirauté, John Barrow, devient un ami intime et son fils aîné épouse la fille adoptive de Croker (une nièce de Croker),.
En 1816, il réduit la taille de la Royal Navy et plus de 1 000 navires sont désarmés et placés dans la Flotte de réserve dans diverses bases navales britanniques. En 1824, il participe à la fondation du club Athenaeum. Lorsque les membres votent pour 2 000 £ pour une glacière, il commanda au sculpteur John Henning une réplique grandeur nature de sculptures du Parthénon en Pierre de Bath[réf. nécessaire].
En 1827, il devient membre du Parlement pour la circonscription de l'Université de Dublin, après avoir siégé successivement pour les arrondissements d'Athlone, de Yarmouth, de Bodmin et d'Aldeburgh. Il est nommé conseiller privé en juin 1828 et, après avoir obtenu une pension de 1 500 £ par an, prend sa retraite de l'amirauté en 1830. Il est un opposant résolu au projet de Reform Act 1832 et s'engage à ne jamais siéger dans un parlement réformé ; il quitte le Parlement lorsque la loi est adoptée en 1832. Plusieurs de ses discours politiques sont publiés sous forme de pamphlets, qui le montrent comme un débatteur de parti vigoureux et efficace, bien que peu scrupuleux et souvent s'attaquant aux personnes. Pourtant, il peut parfois être magnanime pour ses adversaires : lorsque Lord Althorp, lors d'un débat à la Chambre des communes, déclare que - même s'il disposait de chiffres qui réfutent l'argumentation de Croker - il les avait égarés et il répond qu'il ne douterait jamais de la parole d'Althorp. Croker est un ardent défenseur de Robert Peel, mais il rompt finalement avec lui lorsqu'il commence à plaider en faveur de l'abrogation de la loi sur le maïs.

## Carrière littéraire
John Wilson Croker est pendant de nombreuses années l’un des principaux contributeurs à The Quarterly Review dans le domaine littéraire et historique, auquel il est associé depuis sa fondation. L'esprit de rancœur dans lequel nombre de ses articles sont écrits a beaucoup contribué à tendre les rapports avec les autres contributeurs. Cela a également agi de manière défavorable sur la réputation de Croker en tant que membre du service de littérature en introduisant des animosités politiques dans la critique littéraire.
Il n'a aucune sympathie pour la nouvelle génération de poètes qui se révolte contre les méthodes artificielles du XVIIIe siècle. En avril 1833, il critique vertement Poems, publié au mois de décembre précédent par Alfred Tennyson. Cette attaque, conjuguée à la mort de son ami Arthur Hallam, dissuade le futur poète de publier pendant plus de neuf ans. Il était également responsable du célèbre article publié dans Quarterly sur Endymion de John Keats. Shelley et Lord Byron reproche à cet article d'avoir provoqué la mort du poète (ils ont cependant attribué l'article à William Gifford).
Son magnum opus, une édition de Boswell's Life of Johnson en 1831, a fait l’objet d’une critique défavorable de Macaulay dans le Edinburgh Review (rival whig et opposant du Quarterly Review). Thomas Carlyle fait l'inventaire de ses principales critiques, dans la revue moins renommée Fraser's Magazine :
- que Croker écrit de nombreuses notes peu utiles, superflues ou décrivant son incapacité à comprendre le point de Johnson sur des questions pour lesquelles les lecteurs n’ont aucune difficulté. Macaulay se plaint aussi (avec de nombreux exemples) d'erreurs factuelles dans ses notes. Carlyle est compréhensif sur les motivations de Johnson qui sont tous les deux d'origine modeste, avant d'écrire des articles d'encyclopédie contre des salaires, il s'affirme très choqué de tenir pour acquis que Johnson aurait dû avoir honte de révéler qu'il vivait avec 4 pences et demi par jour.

- que Croker n’a pas préservé l’intégrité du texte de Boswell, mais qu'il a inséré dans le texte quatre autres récits de Johnson (Hawkins, Mme Thrale, etc.), ne se distinguant que de Boswell authentique en étant entre crochets, de sorte que le début d'une phrase est d'un auteur mais la suite est d'un autre[11].

Croker n’a pas répondu immédiatement à l’attaque de Macaulay, mais lorsque les deux premiers volumes de  History de Macaulay ont paru, il en a profité pour souligner les inexactitudes du travail de Carlyle.
Croker s'occupe pendant plusieurs années d'une édition annotée des œuvres d'Alexander Pope. Il la laisse inachevée lors de sa mort, mais il a ensuite été complété par Whitwell Elwin et William John Courthope. Il meurrt à St Albans Bank, Hampton.
Croker est généralement considéré comme le modèle dont Benjamin Disraeli avait tiré le personnage de « Rigby » dans le roman Coningsby, car il a assuré pendant de nombreuses années la seule gestion des domaines du marquis de Hertford, le « Lord Monmouth » de l'histoire. On peut également trouver des représentations hostiles de Croker dans les romans Florence Macarthy de Lady Morgan (opposante politique que Croker a soumis à des critiques notoires dans le Quarterly) et The Anglo-Irish of the Nineteenth Century de John Banim.

## Postérité
Croker Bay (en) est baptisé ainsi par l'explorateur William Edward Parry en hommage à John Wilson Croker.
Cape Croker sur la Péninsule Bruce de l'Ontario est baptisé également de son nom par Henry Wolsey Bayfield.